# Stare Miasto (Legnica)

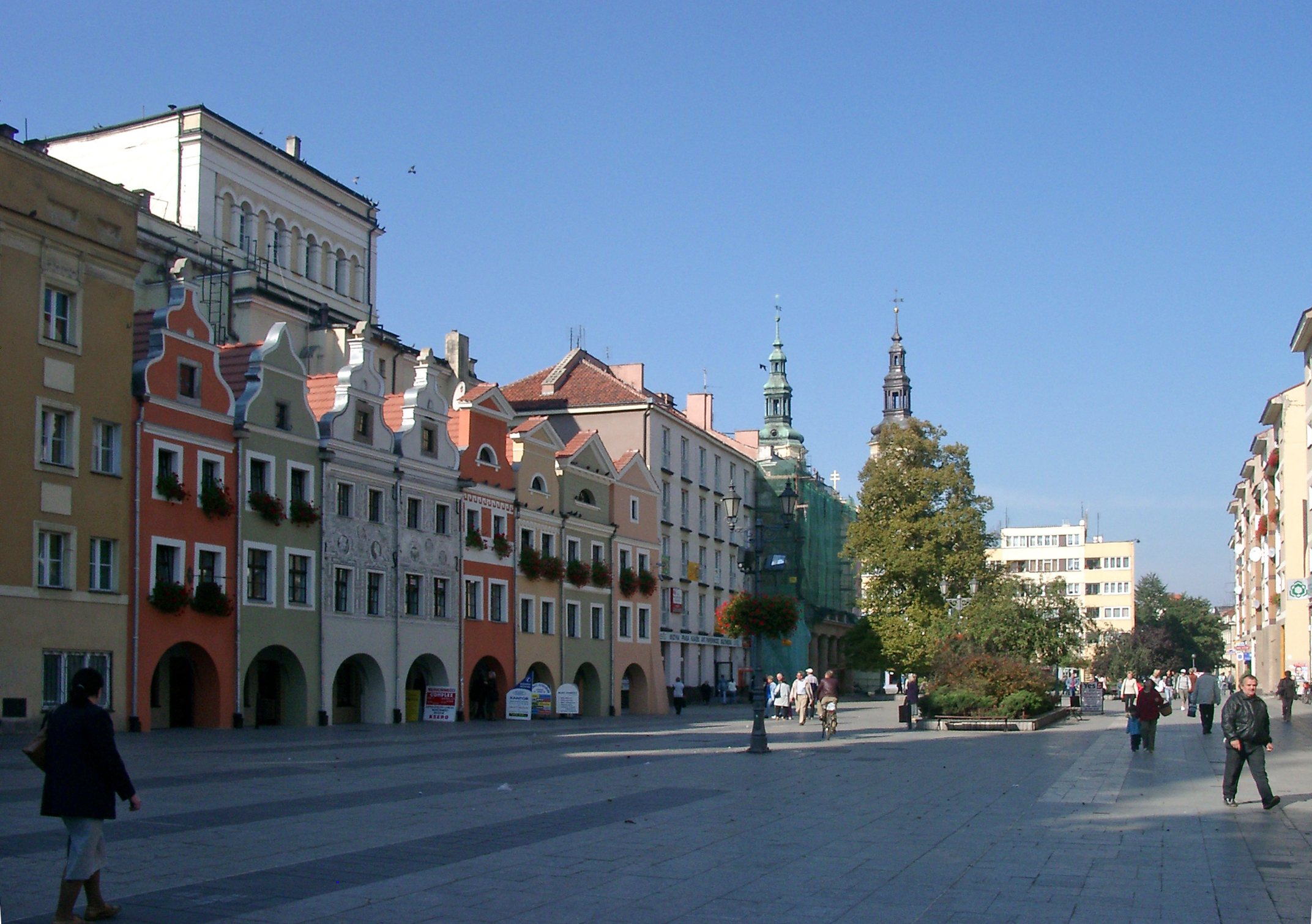
Rynek

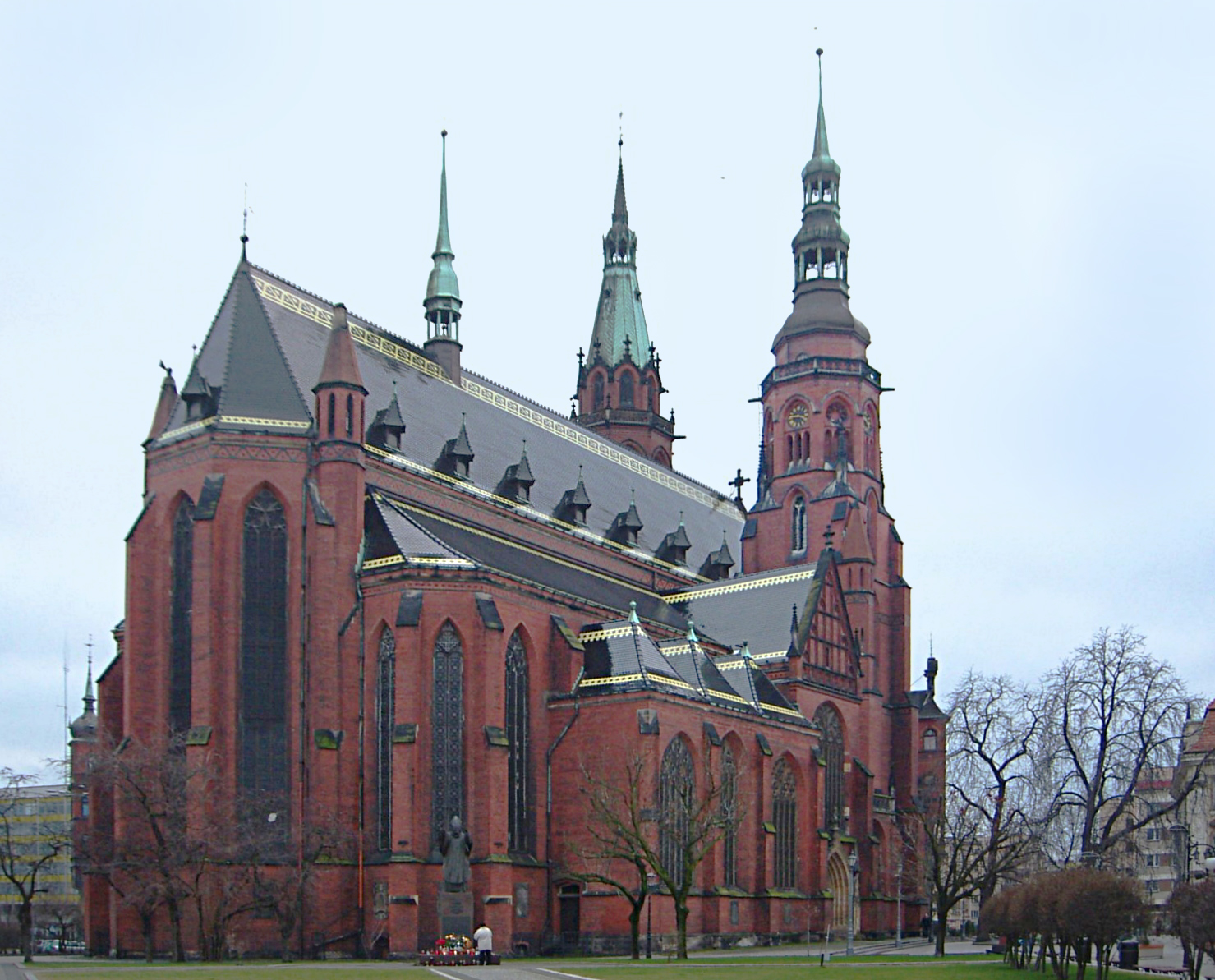
Katedra

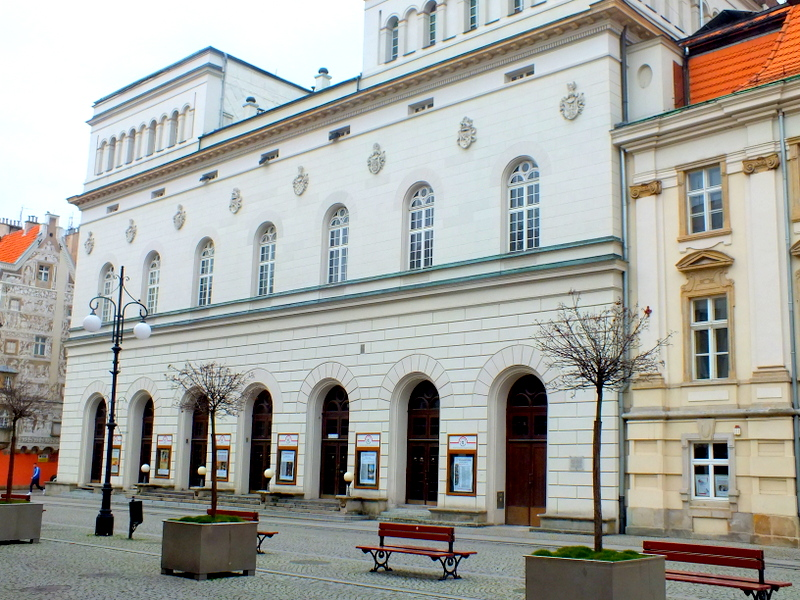
Teatr im. Heleny Modrzejewskiej

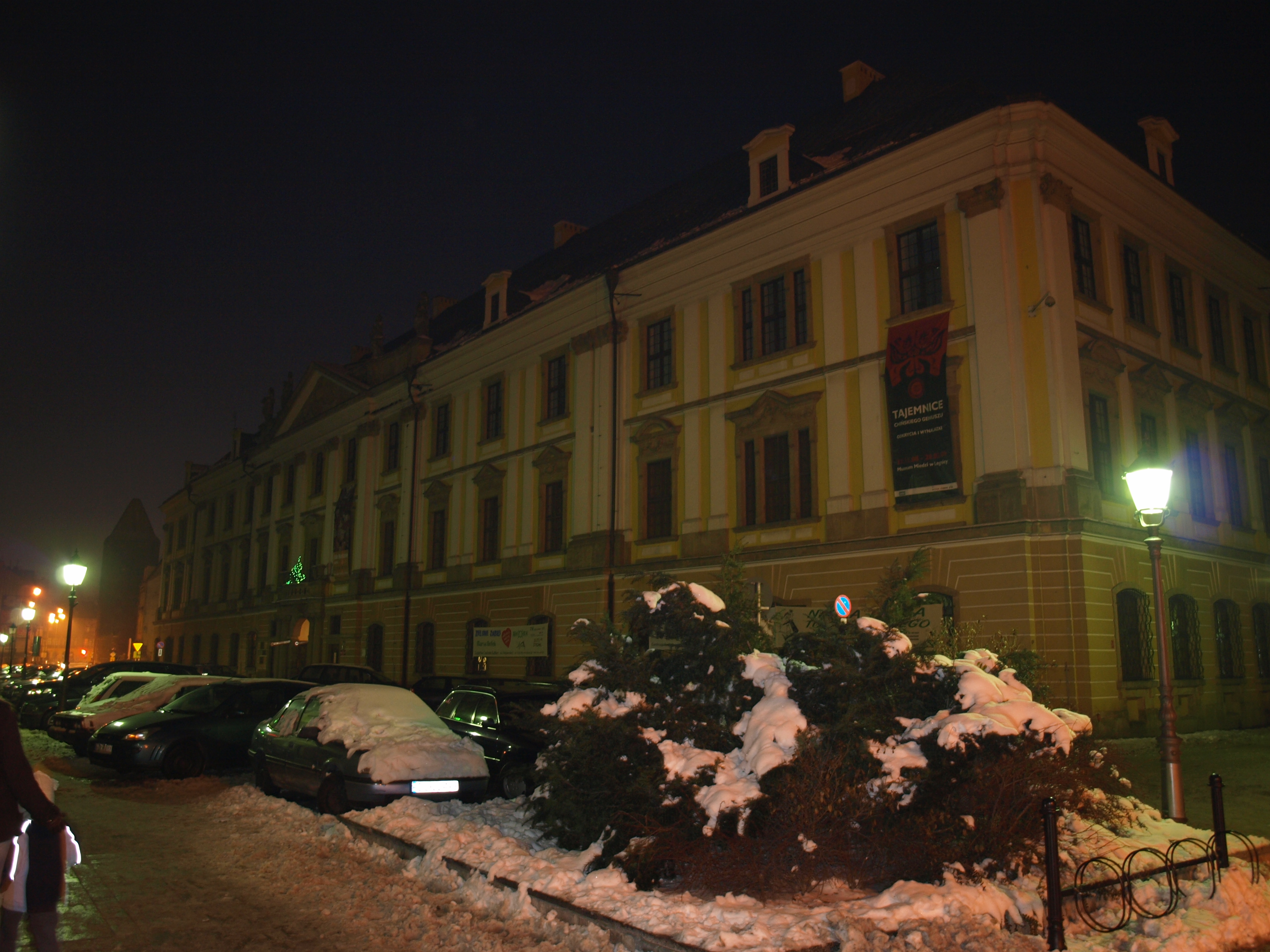
Akademia Rycerska

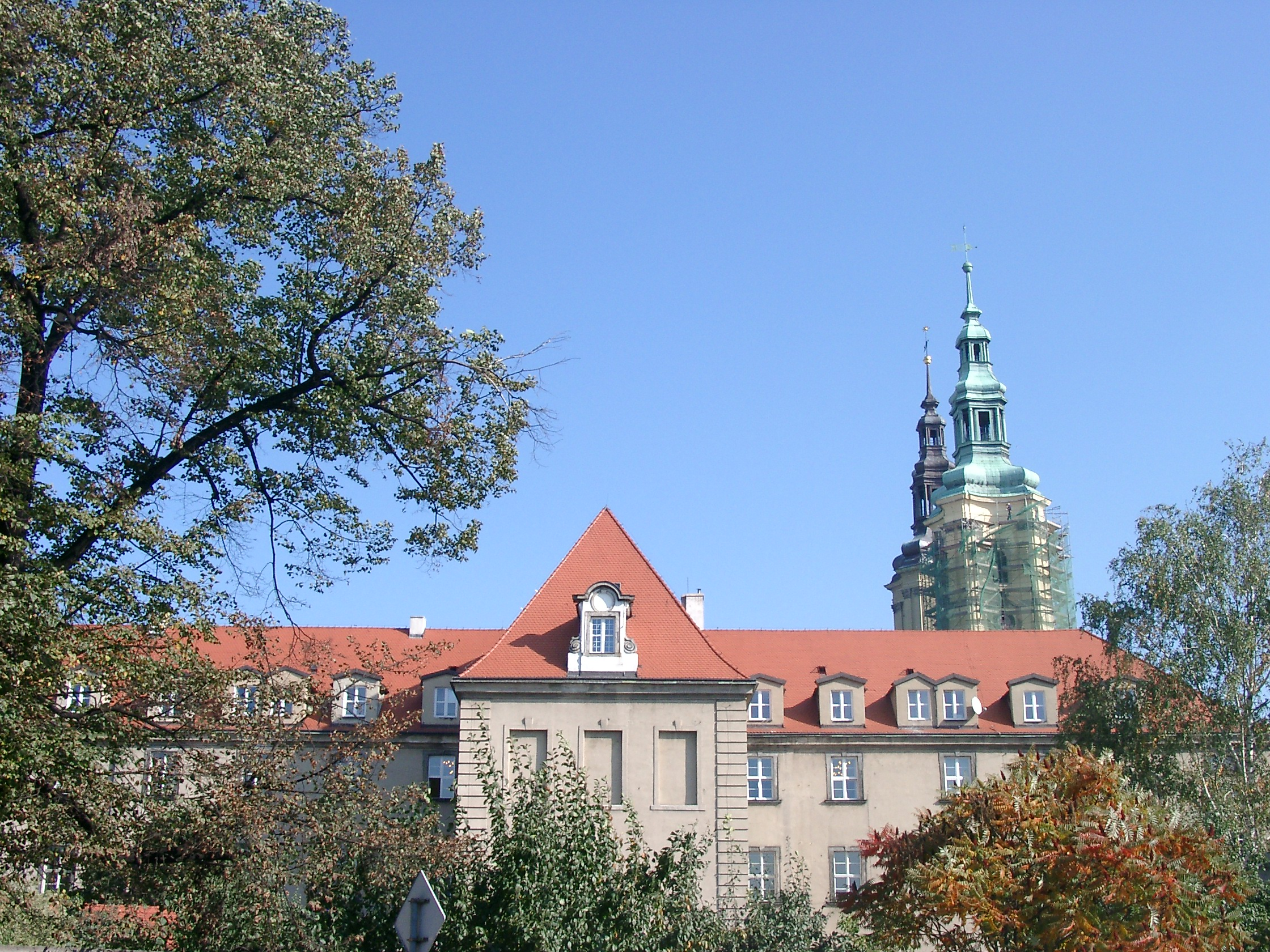
Klasztor franciszkanów

Stare Miasto – zabytkowa część Legnicy, znajdująca się w centrum miasta, zrujnowana po wojnie. Stare Miasto otaczają główne ulice: Libana, pl. Wilsona, Witelona, Skarbka, Muzealna, pl. Wolności, Dziennikarska, Piastowska, pl. Piastowski, Pocztowa, na których znajduje się 10 skrzyżowań z sygnalizacją świetlną oraz dwa przejścia podziemne i 3 nadziemne.

## Zabytki
Najważniejsze zabytki Starego Miasta to:
- Katedra Świętych Apostołów Piotra i Pawła w Legnicy, która w 1333 roku została wybudowana z kamienia, a w okresie średniowiecza wybudowano gotycki ołtarz;
- Kościół św. Jana Chrzciciela – franciszkański kościół gotycki, który ufundował Henryk V w 1294 roku, który w latach późniejszych został przebudowany na modłę barokową, dawne prezbiterium mieści Mauzoleum Piastów;
- Kościół Mariacki, który został prawdopodobnie wzniesiony w 1192 roku, do dziś możemy zwiedzić w kościele zniszczony ołtarz barokowy i gotycki zachowany ołtarz do dziś oraz rycerskie nagrobki i prospekt organowy;
- Akademia Rycerska wzniesiona w 1738 roku, według planów architekta wiedeńskiego jest jednym z najwspanialszych zabytków baroku austriackiego w Polsce;
- Zamek Piastowski – murowany zamek z pałacem, jeden z najstarszych zamków w Polsce. Na miejscu drewnianego grodu wzniesiono w XII wieku zamek, który ma dwie wieże – św. Jadwigi mierzącą 50 m i św. Piotra mierzącą 55 m[potrzebny przypis]; obok zamku znajduje się Wieża Bramy Głogowskiej;
- Renesansowy Dom Pod Przepiórczym Koszem, przebudowany w XVI w. otrzymał dekorację sgraffitową znajdująca się w samym środku rynku;
- Kamieniczki Śledziowe, to zespół ośmiu kamieniczek (renesansowych) – trzykondygnacyjnych, posiadających dekoracje sgraffitową, znajdujące się od strony Dużego Rynku. Nazwa kamieniczek wzięła się od kramów rybnych;
- Kamienica Scultetusa znajdująca się przy ulicy Najświętszej Marii Panny z sgraffitową dekoracją;
- Stary Ratusz wybudowany po zniszczeniu w 1736 roku w stylu barokowym, znajduje się tuż przy Katedrze Legnickiej; ma trzy kondygnacje;
- Nowy Ratusz – zaczęto go budować w 1902 roku. Neorenesansowa budowla z elementami barokowymi, posiada bogatą elewację;
- Teatr Miejski, zbudowany w 1842 roku w stylu renesansowym, zbudowany od strony Małego Rynku, w 1999 roku teatr Dramatyczny w Legnicy otrzymał nazwę im. Heleny Modrzejewskiej;
- Fontanna Neptuna i Syreny – barokowa fontanna przedstawiająca Syrenę i Neptuna z mitów. Fontanna Neptuna i Syreny leżą po dwóch stronach rynku;
- Wieża Brama Chojnowskiej wzniesiona w XV wieku obecnie przejęta przez PTTK;
- Klasztor franciszkański wybudowany w 1707 r., budynek ma formę dwuboku o dwóch kondygnacjach, znajdujący się przy Kościele pw. Świętego Jana Chrzciciela;
- Lapidarium, prezentowane są tam relikty zabytkowej architektury i rzeźby;
- Mauzoleum Piastów Śląskich w Legnicy we franciszkańskim kościele pw. Świętego Jana Chrzciciela, było pierwszą barkową kaplicą na Śląsku – w 1819 roku dokonano jego rekonstrukcji;
- Dawne Kolegium Jezuitów, obecnie klasztor franciszkanów, wybudowane w 1707 roku, znajdują się tam rzeźby i płaskorzeźby o tematyce religijnej;
- Dawny Dwór (Kuria), wzniesiona w 1728 roku, barokowy Dwór z kamiennym balkonem z dwoma rzeźbami;
- Barokowe kamienice w Rynku, oraz na pl. Mariackim[1];
- Aleja platanowa przy ul. Libana.

## Oświata
Uczelnie Wyższe:

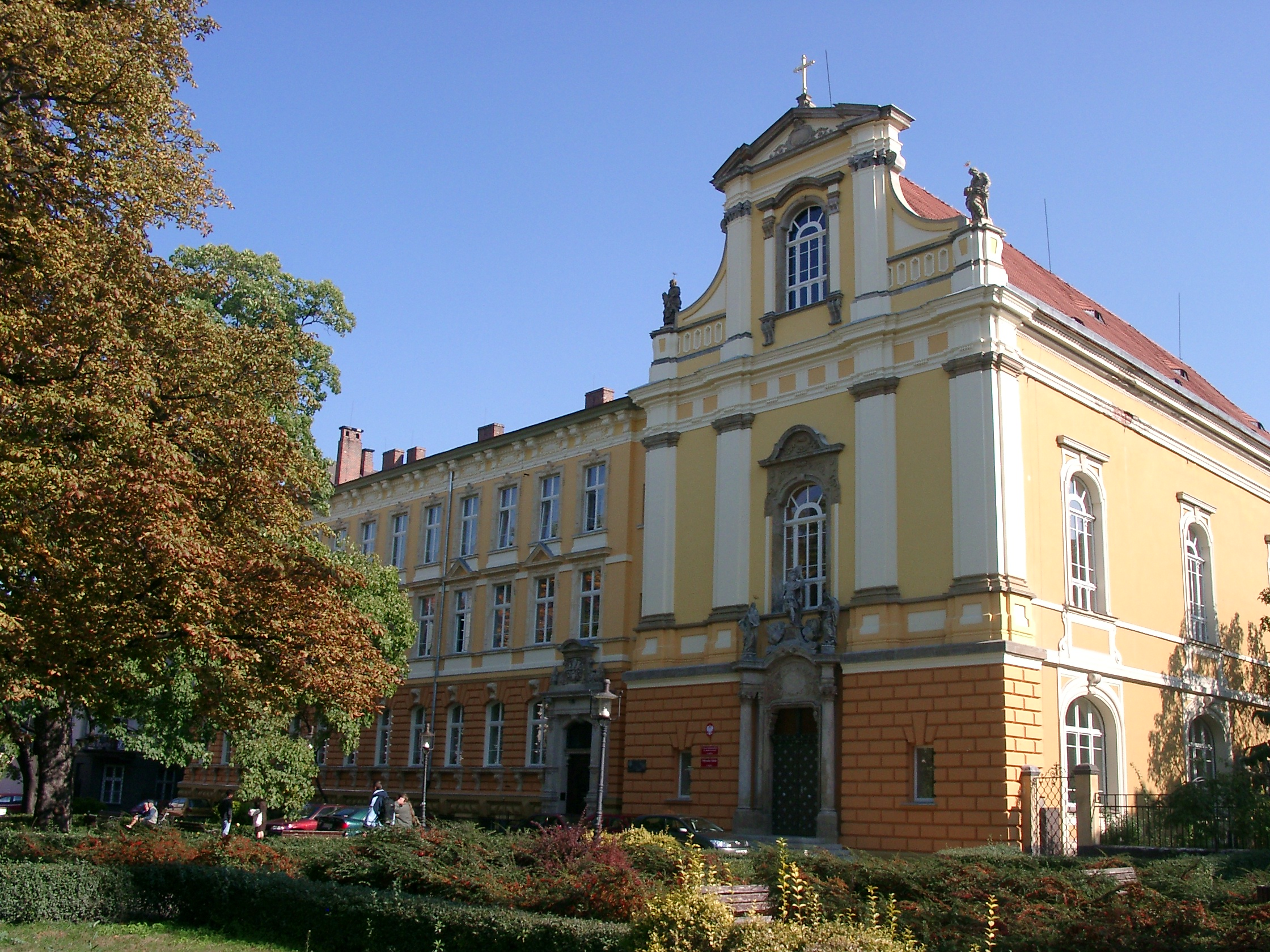
I Liceum Ogólnokształcące w Legnicy

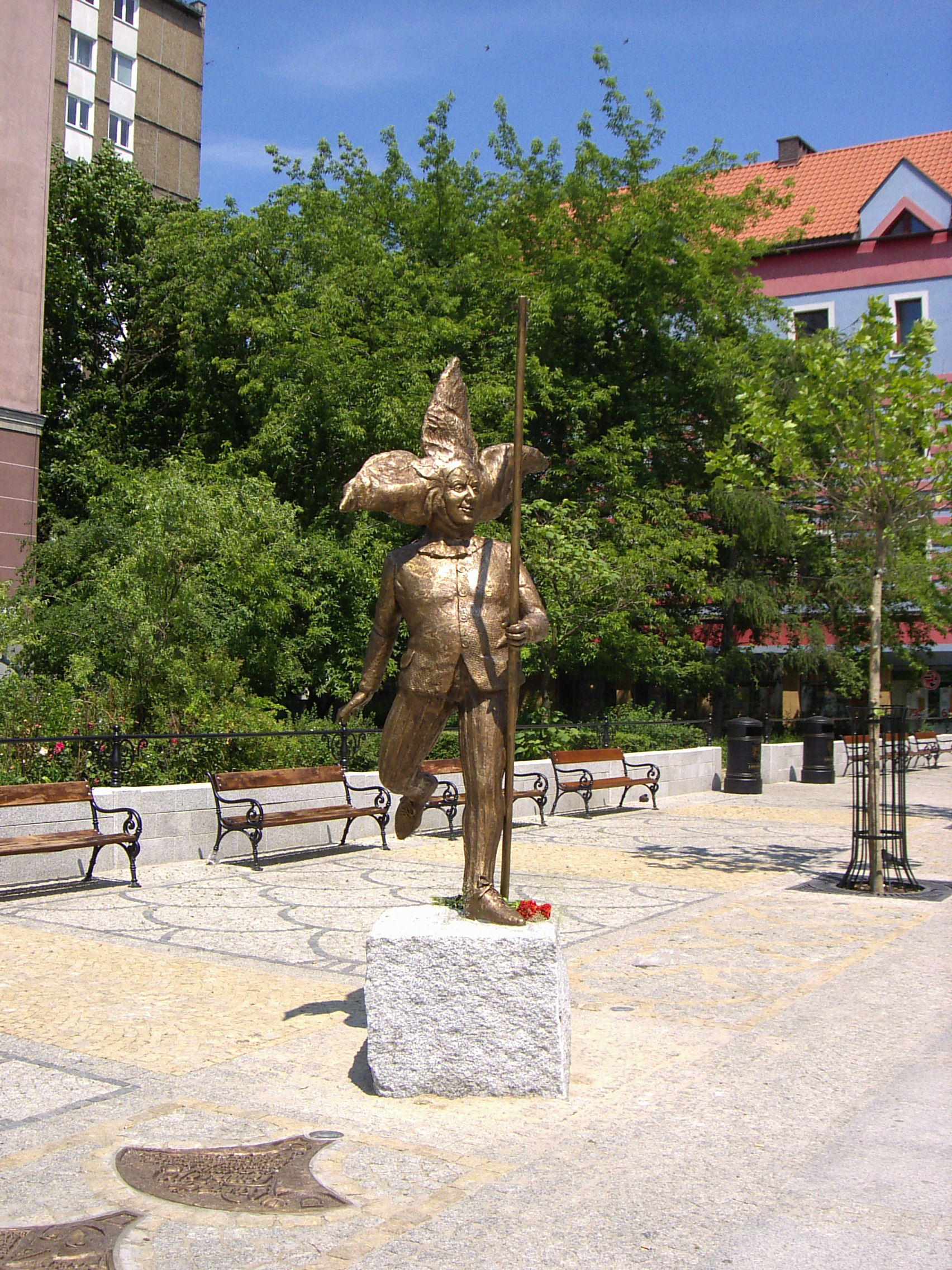
Filip – Pomnik Satyrykonu

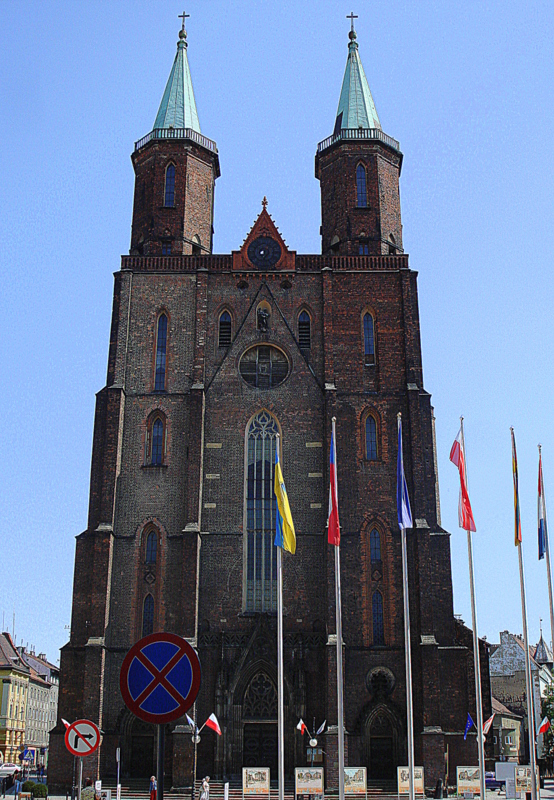
Kościół NMP

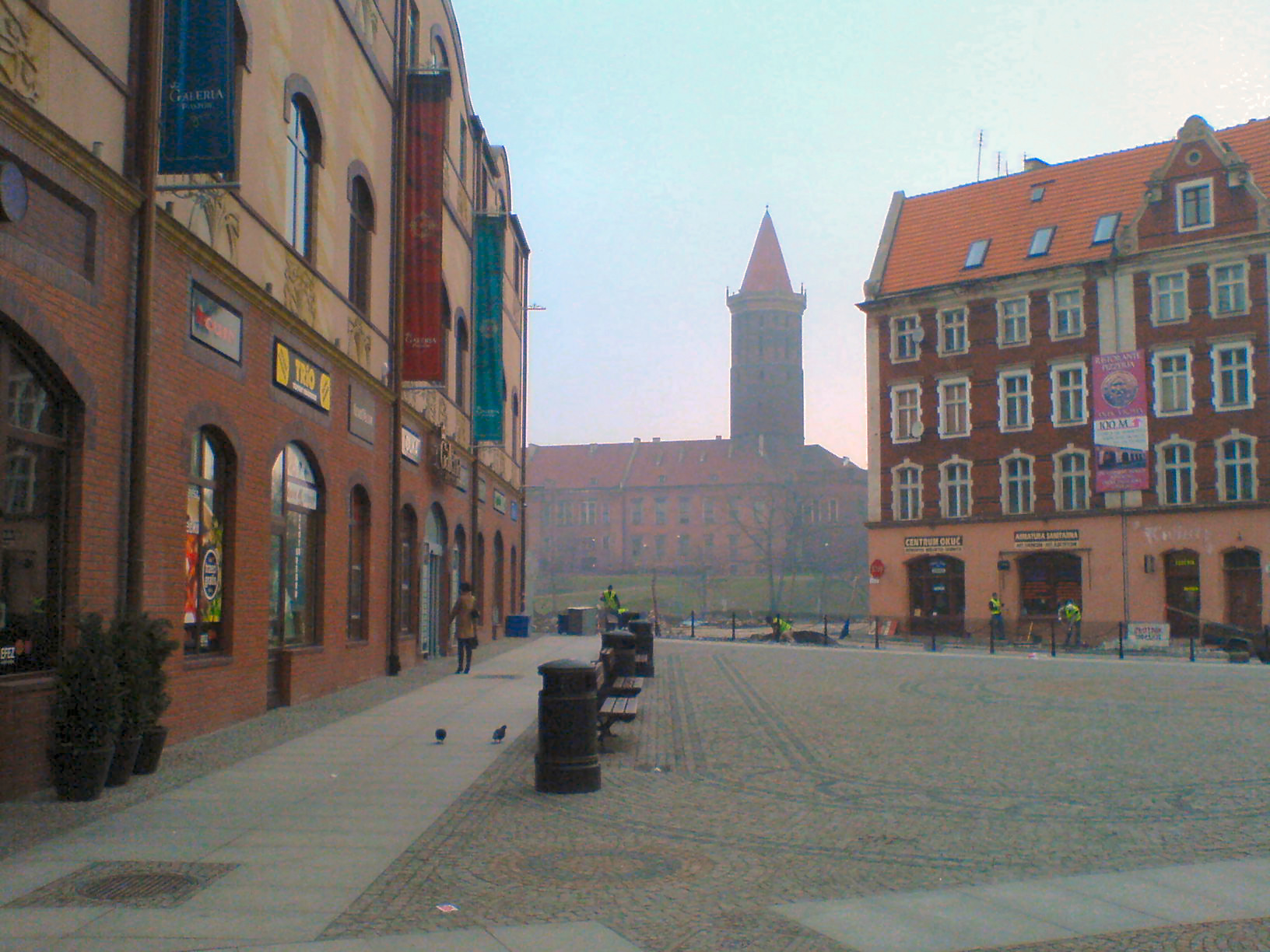
Widok na Zamek Piastowski, po lewej Galeria Piastów, zdjęcie przedstawia budowę drugiej części tej galerii. Obecnie druga część Galerii Piastów zasłania widok zamku piastowskiego od strony Placu Mariackiego

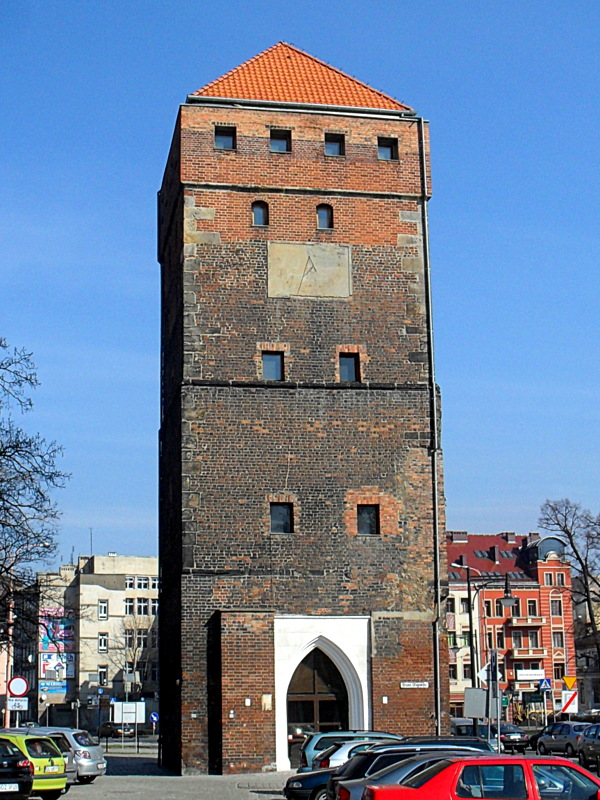
Brama Głogowska

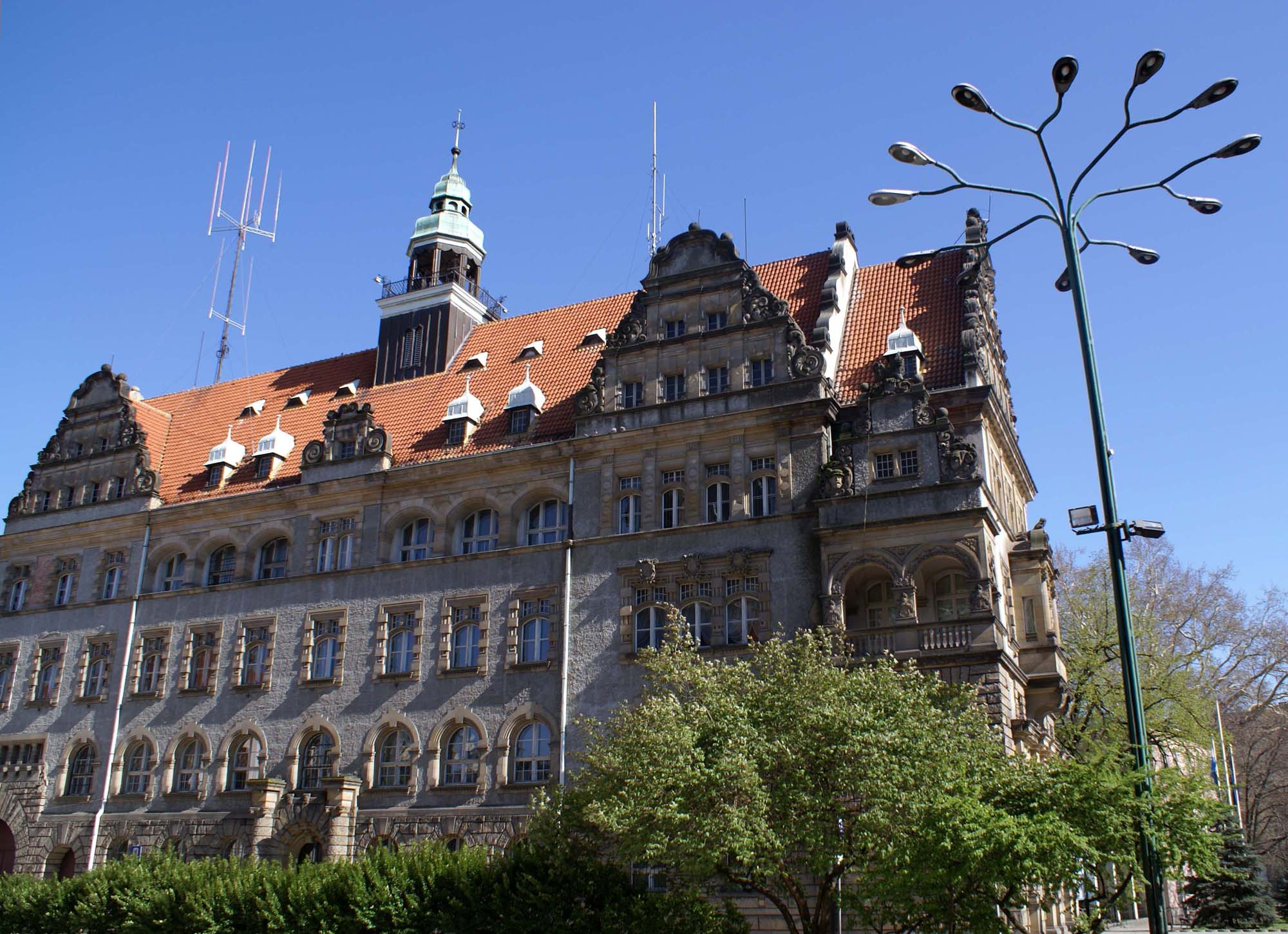
Nowy Ratusz

- Wyższa Szkoła Menadżerska (zlikwidowana)
- Nauczycielskie Kolegium Języków Obcych
- Filia Politechniki Wrocławskiej

Inne szkoły:
- Wojskowa Szkoła Średnia im. Zawiszy Czarnego - Liceum Ogólnokształcące
- Wojskowa Szkoła Średnia im. Zawiszy Czarnego - Technikum
- Szkoła Podstawowa nr 4 im. Włodzimierza Puchalskiego
- Katolickie Liceum Ogólnokształcące i Szkoła Podstawowa im. św. Franciszka z Asyżu
- Specjalny Ośrodek Szkolno-Wychowawczy
- I Liceum Ogólnokształcące
- Zespół Szkół Elektryczno-Mechanicznych
- Zespół Szkół Medycznych
- Technikum TEB Edukacja w Legnicy
- Gimnazjum nr 4 (zlikwidowane)
- AP Edukacja
- Zespół Szkół Ekonomicznych im. Stefana Żeromskiego
- Szkoła Języków Obcych
- Szkoła Języków Obcych – Centrum Nauki SITA

## Centra Handlowe
- Galeria Piastów
- Galeria Gwarna

### Targowiska
- Plac warzywny przy ulicy Partyzantów

## Obiekty publiczne
- Sąd Okręgowy w Legnicy
- Sąd Rejonowy w Legnicy
- Starostwo Powiatowe
- Delegatura Dolnośląskiego Urzędu Wojewódzkiego
- Biblioteka Pedagogiczna w Legnicy
- Kino Piast
- Kino Helios
- Urząd skarbowy
- Wojskowa komenda uzupełnień
- Ośrodek Sportu i Rekreacji
- Urząd Miasta
- Galeria sztuki
- Urząd stanu cywilnego
- Muzeum miedzi
- Lapidarium
- Komenda Miejska Państwowej Straży Pożarnej
- Hotel Kamieniczka
- Hotel Qubus

## Place i skwery
- pl. Słowiański
- pl. Wolności
- pl. 3-go Maja
- pl. Piastowski
- pl. Wilsona
- pl. Bohaterów Getta
- pl. Mariacki
- pl. Klasztorny
- pl. Zamkowy
- pl. Powstańców Wielkopolskich
- skwer Chopina
- skwer Pałki

## Zmiany w architekturze Starego Miasta
Począwszy od 2004 roku Stare Miasto w Legnicy jest przebudowywane. W 2004 roku rozpoczęto rewitalizację ulicy Najświętszej Marii Panny (dzięki środkom z UE). Inwestycja ta zakończyła się w marcu 2006 roku i kosztowała 5 771 204,03 zł. Wymieniono przede wszystkim nawierzchnię ulicy – położono kostkę granitową. Inwestycja zawierała również takie elementy jak: budowę kanalizacji deszczowej, małej architektury, enklaw zieleni, instalację stylizowanego oświetlenia, ławeczek, koszy na odpadki, stojaków na rowery, stylizowanego zegara.
Duże zmiany po roku 2004 zaszły również w architekturze wokół placu Mariackiego. W miejscu stojącego blaszaka „Megasam” powstała nowoczesna Galeria Piastów. W miejscu, gdzie wcześniej stał parking wzdłuż ulicy Zamkowej powstała druga część Galerii Piastów, zaś sama ulica została zrewitalizowana. Zainwestowano również w tereny naprzeciw Galerii Piastów – między ulicą Świętego Piotra i NMP a Witelona, powstał nowoczesny budynek biurowo-usługowy.
Obecnie wymieniane są płyty Rynku, oraz na pl. Katedralnym, pl. Powstańców Wielkopolskich, ulicy Złotoryjskiej (do pl. Wolności), częściowo na Najświętszej Marii Panny. Na placu Powstańców Wielkopolskich została zbudowana nowoczesna fontanna. Zostanie również wybudowana ulica Środkowa. Przy ulicy Piastowskiej w 2008 roku zaczęto budować nowoczesny biurowiec Letia Business Center o powierzchni 10 000 m². Inwestorem jest KGHM, który w Legnicy buduje Park Technologiczny.
Jesienią 2008 została oddana do użytku Galeria Gwarna (przy skrzyżowaniu ulic Gwarnej i Złotoryjskiej).